# Beck-Ola
Beck-Ola ist das Debütalbum der Jeff Beck Group und erschien 1969 bei Columbia Graphophone Company und in den USA bei Epic Records. Auf dem vorangegangenen Album Truth wurde ausschließlich Jeff Beck und nicht die Jeff Beck Group als Interpret genannt, obwohl mit Ausnahme des Schlagzeugers bereits alle hier vertretenen Musiker beteiligt waren. Daher wird Beck-Ola je nach Lesart auch als das zweite Studioalbum der Band angesehen.

## Alternativer Titel
Bei der ursprünglichen UK-Ausgabe wurde auf der Coverrückseite und auf der Schallplatte das Album mit dem alternativen Titel Cosa Nostra Beck-Ola bezeichnet. Dagegen zeigt die in den USA veröffentlichte Version zwar die gleiche Rückseite, nennt aber auf der Schallplatte nur Beck-Ola als Namen. Diese Uneinheitlichkeit war laut Beck darin begründet, dass die Plattenfirma mit Cosa Nostra als Titel nicht einverstanden war. Stattdessen fand Becks damaliger vom Yardbirds-Manager Peter Grant benutzter Spitzname Beckola Anklang, der eine Anspielung auf die Rock-Ola-Jukeboxen war. Cosa Nostra ist italienisch für «unsere Sache» und wird gemeinhin als Synonym für die sizilianische Mafia verwendet.

## Hintergrund
Der kommerzielle Erfolg von Truth in den Vereinigten Staaten brachte 1968 einige Konzertverpflichtungen in der zweiten Jahreshälfte, zu denen auch ein Auftritt im Fillmore East in New York zählte. Nicky Hopkins, der bislang nur als Studiomusiker beteiligt war, wurde im Oktober 1968 volles Bandmitglied und entschied sich damit gegen ein Angebot von Led Zeppelin. Micky Waller andererseits verließ im Februar 1969 die Gruppe um bei Steamhammer die Schlagzeugposition zu übernehmen. Er wurde durch Tony Newman ersetzt. Laut Newman hatte Beck ihn mit der Gruppe Sounds Incorporated gesehen, Beck hingegen meinte Newman von seiner Arbeit mit Little Richard und Gene Vincent zu kennen. Stewart fand den Schlagzeuger zu grob und laut, aber Beck setzte sich mit seiner Ansicht durch, dass Newman der richtige für den gewünschten Sound sei. Zu dieser Zeit wuchs der Bedarf nach einem zweiten Album um bei der nächsten geplanten Tour eine Aufnahme präsentieren zu können. Beck-Ola wurde im April 1969 in den De Lane Lea Studios in London in sechs Tagen aufgenommen und im Juni veröffentlicht. Es enthält neben zwei bekannten Liedern von Elvis Presley ausschließlich Eigenkompositionen der Band und wurde wieder von Mickie Most produziert. Dieser soll aber aus Becks Perspektive nicht an der Gruppe interessiert gewesen sein und hätte aus Beck nur einen Popstar machen wollen. Da auch Beck-Ola gute Verkaufserfolge in den USA erzielte, folgten bis zum August zwei weitere Tourneen inklusive eines Gigs beim Newport Jazz Festival. Aufgrund der wachsenden personellen Probleme brach die Band kurz vor dem geplanten Auftritt beim Woodstock-Festival auseinander.
Das Cover des Albums zeigt das Bild La Chambre d'Écoute des belgischen Surrealisten René Magritte.

## Titelliste
Original UK-Veröffentlichung von 1969
Seite 1
1. All Shook Up (Otis Blackwell, Elvis Presley) – 4:50
2. Spanish Boots (Ronnie Wood, Jeff Beck, Rod Stewart) – 3:34
3. Girl From Mill Valley (Nicky Hopkins) – 3:45
4. Jailhouse Rock (Leiber/Stoller) – 3:14

Seite2
1. Plynth (Water Down The Drain) (Hopkins, Wood, Stewart) – 3:05
2. The Hangman’s Knee (Tony Newman, Beck, Hopkins, Stewart, Wood) – 4:47
3. Rice Pudding (Hopkins, Wood, Beck, Newman) – 7:22

Bonustracks der remasterten CD-Wiederveröffentlichung von 2004
1. Sweet Little Angel (B. B. King) -7:57
2. Throw Down A Line (Hank Marvin) – 2:54
3. All Shook Up (Early Version) (Blackwell, Presley) – 3:18
4. Jailhouse Rock (Early Version) (Leiber, Stoller) – 3:11[11]

## Besetzung
Band
- Jeff Beck – Gitarre, Backing Vocals auf Throw Down A Line
- Rod Stewart – Gesang, in den Credits als Extraordinaire Rod Stewart benannt
- Nicky Hopkins – Klavier und Orgel
- Ronnie Wood – Bass
- Tony Newman – Schlagzeug

Zusätzliche Beiträge
- Micky Waller – Schlagzeug auf Sweet Little Angel
- Mickie Most – Produzent
- Martin Birch – Tontechniker

## Rezeption
- Der Musikjournalist Robert Christgau schrieb lediglich, dass Beck und Stewart Nicky Hopkins dazu gebracht hätten überheblich zu wirken. Das Album bekam nur ein C-.[12]
- Auf Allmusic schrieb William Ruhlmann, dass auf dem Album der gleiche Hardrock wie bei Led Zeppelin zu hören sei, der schon bald als Heavy Metal tituliert wurde. Das Material wirke zusammengewürfelt, jedoch sei dies aufgrund von Becks Gitarrenspiel und Stewarts Gesang nicht wichtig. Beck-Ola hätte die Gruppe leicht als eine der frühen Hardrockgruppen etablieren können, wenn sie nicht auseinandergebrochen wäre. Das Album sei ein erstklassiges Beispiel für britischen Bluesrock der späten 60er-Jahre und eine der besten Aufnahmen von Jeff Beck. In der Bewertung erhielt es viereinhalb von fünf Sternen.[13]
- Im Rolling Stone schrieb Ben Gerson im August 1969, das Album sei brillant, dicht in der Struktur und voll Energie. Die Gruppe profitiere von Hopkins Zugang und Beck hätte zwar nicht die Vorzüglichkeit und Stringenz eines Eric Clapton, aber seine Ideen seien unübertroffen. Stewarts raue Stimme sei die gesangliche Entsprechung von elektrischer Verzerrung.[14]

## Kommerzieller Erfolg

### Chartplatzierungen
Beck-Ola erreichte Platz 15 der Billboard 200 und Platz 39 der britischen Hitliste.
| ChartsChartplatzierungen       | Höchstplatzierung | Wochen |
| ------------------------------ | ----------------- | ------ |
| Vereinigte Staaten (Billboard) | 15 (21 Wo.)       | 21     |
| Vereinigtes Königreich (OCC)   | 39 (1 Wo.)        | 1      |

### Auszeichnungen für Musikverkäufe
| Land/Region               | Auszeichnungen für Musikverkäufe (Land/Region, Auszeichnung, Verkäufe) | Verkäufe |
| ------------------------- | ---------------------------------------------------------------------- | -------- |
| Vereinigte Staaten (RIAA) | Gold                                                                   | 500.000  |
| Insgesamt                 | 1× Gold ·                                                              | 500.000  |